# Nikon D750
(D610) D780
Le Nikon D750 est un appareil photographique reflex numérique plein format FX annoncé par Nikon le 12 septembre 2014. Il s'agit d'une mise à niveau importante par rapport au D610, mais avec le même corps général et les mêmes caractéristiques de contrôle, ainsi qu'une résolution de 24 mégapixels. Malgré le 7, il y a peu de rapport avec le D700, qui était le précurseur du D800. Les D600 et D610 ont évolué en tant qu'appareils photo grand public plein format avec une structure et des commandes similaires à celles de la série D7000 d'appareils photo au format APS-C. Le D750 partage une structure et des commandes similaires à celles du D7500 au format APS-C.
Le D750 a été remplacé par le Nikon D780.

## Caractéristiques techniques
- Capteur CMOS au format FX (35,9 mm × 24 mm) de 24,3 millions de pixels.
- Support d’enregistrement : SD, SDHC, SDXC.
- Vitesse de prise de vue continue maximale en pleine résolution : 6,5 vues par seconde.
- Autofocus TTL avec 51 collimateurs dont 15 en croix, module Multi-CAM 3500 II.
- Sensibilité ISO :
  - ISO 100 à 12 800 ;
  - Lo-1 (ISO 50) ;
  - Hi-1 (ISO 25 600) ;
  - Hi-2 (ISO 51 200).
- Vidéo :
  - Full HD 1920×1080 / 60 vps ;
  - Full HD 1920×1080 / 50 vps ;
  - Full HD 1920×1080 / 30 vps ;
  - Full HD 1920×1080 / 25 vps ;
  - Full HD 1920×1080 / 24 vps ;
  - HD 1 280×720 / 60 vps ;
  - HD 1 280×720 / 50 vps.
- Taille de l’écran : diagonale de 3,2 pouces.
- Type d’écran : ACL-TFT avec grand angle de visualisation.
- Accumulateur lithium-ion EN-EL15.
- Dimensions (environ) (largeur × hauteur × épaisseur) : 140,5 mm × 113 mm × 78 mm.
- Poids (environ) : 750 g (boîtier nu).

## Réception
DxOMark a examiné la qualité d'image du capteur du D750 et lui a attribué une note globale de 93.
Depuis sa sortie, l'appareil photo a été salué pour ses capacités impressionnantes en basse lumière et son autofocus efficace.
Digital Photography Review (en) a terminé son examen du D750 en décembre 2014 et lui a attribué un Gold Award ainsi qu'une note numérique de 90 %.

## Nikon D750 vs D610
Le Nikon D750 présente des caractéristiques similaires en termes de taille, d'ergonomie et de résolution. Cependant, il existe des différences plus importantes en ce qui concerne les performances.
- Processeur d'images : EXPEED-4 VS EXPEED-3
- Vitesse de prise de vue en continu : 6,5 FPS VS 6 FPS
- Sensibilité ISO : 100-12800 VS 100-6400
- Mise au point automatique : 51 points AF, 15 en croix VS 39 points AF, 9 en croix
- Résolution vidéo maximale : 1080p @ 60fps VS 1080p @ 30fps
- Écran LCD : 3,2″ diagonale TFT-LCD inclinable VS 3,2″ diagonale TFT-LCD fixe
- Autonomie de la batterie : 1 230 photos VS 900 photos [5],[6].

## Accessoires
Tous les objectifs Nikkor du fabricant à partir du standard Ai peuvent être utilisés sur l'appareil photo.
Le système de flash électronique de l'appareil photo est conforme à la norme i-TTL du fabricant, Nikon Speedlight.
Une interface accessoire combinée permet de connecter un déclencheur à câble ou un récepteur GPS comme le Nikon GP-1 (en).
La poignée multifonctionnelle MB-D16 est proposée pour l'appareil photo. Celle-ci permet d'alimenter l'appareil photo au choix par la batterie EN-EL15 propre au fabricant ou par 6 piles ou accumulateurs AA.

## Anomalies
Il a été constaté que certains boîtiers D750 produisaient des anomalies de flare indésirables dans certaines situations de prise de vue, notamment lorsqu'une source lumineuse intense se trouve juste au-dessus du cadre de prise de vue. Le problème est causé par une réflexion de la lumière dans les composants internes et se manifeste par une tache de lumière irrégulière et décolorée en haut des images. Nikon a résolu de réparer gratuitement les appareils photo concernés.